# Associazione Calcio Milan 1946-1947
Questa voce raccoglie le informazioni riguardanti l'Associazione Calcio Milan nelle competizioni ufficiali della stagione 1946-1947.

## Stagione

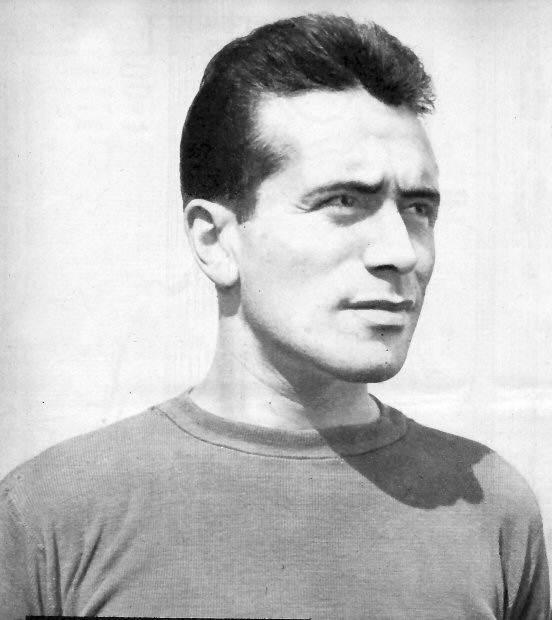
Riccardo Carapellese, al Milan 1946 al 1949

A partire da questa stagione il campionato italiano di massimo livello tornò a girone unico dopo la pausa forzata causata dalla seconda guerra mondiale, con l'organizzazione del primo torneo di Serie A postbellico. Prima dell'inizio della stagione c'è l'avvicendamento, sulla panchina del Milan, tra Adolfo Baloncieri e Giuseppe Bigogno, che diventa il nuovo allenatore dei rossoneri. Durante il calciomercato sono acquistati, tra gli altri, Riccardo Carapellese, Mario Tosolini e Mario Foglia. In questa stagione il Milan gioca le gare casalinghe anche all'Arena Civica: a San Siro disputò gli incontri dove ci si aspettava l'arrivo di molti spettatori.
In questo campionato i rossoneri si classificano al 4º posto finale. Degni di nota sono i due derby vinti contro l'Inter (per 3 a 1 e 2 a 1) e la vittoria a Torino contro la Juventus (per 2 a 1). Migliori giocatori della stagione sono il difensore Andrea Bonomi, i centrocampisti Omero Tognon, Giuseppe Antonini, Carlo Annovazzi e gli attaccanti Riccardo Carapellese e Héctor Puricelli. Questi ultimi realizzano 41 delle 75 reti segnate dal Milan in questa stagione.

## Divise
| Casa | Trasferta |

## Organigramma societario
Area direttiva
- Presidente: Umberto Trabattoni
- Vice presidente: Mario Mauprivez

Area tecnica
- Allenatore: Giuseppe Bigogno
- Allenatore riserve: Giuseppe Santagostino
- Direttore tecnico: Antonio Busini

Area sanitaria
- Medici sociali: Giuseppe Veneroni
- Massaggiatori: Guglielmo Zanella

## Rosa
| N. |                   | Ruolo | Calciatore           |
| -- | ----------------- | ----- | -------------------- |
|    | Italia (bandiera) | P     | Giovanni Busani      |
|    | Italia (bandiera) | P     | Giovanni Rossetti    |
|    | Italia (bandiera) | P     | Duilio Zotti         |
|    | Italia (bandiera) | D     | Celso Battaia        |
|    | Italia (bandiera) | D     | Andrea Bonomi        |
|    | Italia (bandiera) | D     | Felice Cerri         |
|    | Italia (bandiera) | D     | Giovanni Clocchiatti |
|    | Italia (bandiera) | D     | Gianni Toppan        |
|    | Italia (bandiera) | C     | Carlo Annovazzi      |

| N. |                   | Ruolo | Calciatore                   |
| -- | ----------------- | ----- | ---------------------------- |
|    | Italia (bandiera) | C     | Giuseppe Antonini (capitano) |
|    | Italia (bandiera) | C     | Mario Foglia                 |
|    | Italia (bandiera) | C     | Aredio Gimona                |
|    | Italia (bandiera) | C     | Giorgio Granata              |
|    | Italia (bandiera) | C     | Omero Tognon                 |
|    | Italia (bandiera) | A     | Riccardo Carapellese         |
|    | Italia (bandiera) | A     | Héctor Puricelli             |
|    | Italia (bandiera) | A     | Aurelio Santagostino         |
|    | Italia (bandiera) | A     | Mario Tosolini               |

## Calciomercato
| Acquisti | Acquisti             | Acquisti     | Acquisti |
| R.       | Nome                 | da           | Modalità |
| -------- | -------------------- | ------------ | -------- |
| D        | Celso Battaia        | Andrea Doria | -        |
| P        | Giovanni Busani      | Anconitana   | -        |
| A        | Riccardo Carapellese | Novara       | -        |
| C        | Mario Foglia         | Brescia      | -        |
| A        | Aurelio Santagostino | Locatese     | -        |
| C        | Mario Tosolini       | Pro Sesto    | -        |

| Cessioni | Cessioni           | Cessioni  | Cessioni |
| R.       | Nome               | a         | Modalità |
| -------- | ------------------ | --------- | -------- |
| A        | Mario Bandirali    | Seregno   | -        |
| D        | Eugenio Cestari    | Seregno   | -        |
| A        | Domenico Cremonesi | SPAL      | -        |
| P        | Gianni Mattioni    | Seregno   | -        |
| C        | Luigi Rosellini    | Lucchese  | -        |
| A        | Piero Trapanelli   | Varese    | -        |
| D        | Luigi Zorzi        | Sampdoria | -        |

## Risultati

### Serie A

#### Girone di andata
| Arbitro: | Scotto (Savona) |

|                                  |           |                                      |
| De Boni 51’ (aut.) Puricelli 67’ | Marcatori | 9’ Carraro 49’ Rebuzzi 63’ Quaresima |

| Arbitro: | Bernardi (Bologna) |

|                                    |           |  |
| Puricelli 53’, 62’ Carapellese 87’ | Marcatori |  |

| Arbitro: | Agnolin (Bassano del Grappa) |

|                                       |           |                                     |
| Annovazzi 22’ Tosolini 23’ Gimona 50’ | Marcatori | 35’ Candinai 76’ Vicpálek 89’ Magni |

| Arbitro: | Savio (Torino) |

|                  |           |           |
| Baldini 28’, 61’ | Marcatori | 3’ Gimona |

| Arbitro: | Dattilo (Roma) |

|                                            |           |             |
| Tosolini 54’ Puricelli 59’ Carapellese 68’ | Marcatori | 71’ Cerioni |

| Arbitro: | Gamba (Napoli) |

|             |           |               |
| Bertoni 58’ | Marcatori | 27’ Puricelli |

| Arbitro: | Bernardi (Bologna) |

|                  |           |                                 |
| Gallo 40’ (rig.) | Marcatori | 3’, 87’ Puricelli 63’ Annovazzi |

| Arbitro: | Bonivento (Venezia) |

|                                          |           |          |
| Gimona 56’ Annovazzi 65’ Carapellese 66’ | Marcatori | 15’ Losi |

| Arbitro: | Boffardi (Genova) |

|                              |           |                       |
| Carapellese 29’ Tosolini 61’ | Marcatori | 42’ Degano 76’ Raccis |

| Arbitro: | Silvano (Torino) |

|                         |           |              |
| Brighenti 59’ Zecca 76’ | Marcatori | 70’ Tosolini |

| Arbitro: | Canavesio (Torino) |

|                                                    |           |                       |
| Bellesini 35’ (aut.) Puricelli 51’ Carapellese 63’ | Marcatori | 1’ Ottino 85’ Renosto |

| Arbitro: | Neri (Vicenza) |

|                                              |           |                 |
| Carapellese 60’, 77’ Tognon 65’ Antonini 88’ | Marcatori | 61’ Dalla Torre |

| Arbitro: | Bellè (Venezia) |

|           |           |               |
| Koenig 4’ | Marcatori | 37’ Annovazzi |

| Arbitro: | Silvano (Torino) |

|           |           |                            |
| Taiti 77’ | Marcatori | 25’ Tosolini 57’ Annovazzi |

| Arbitro: | Zelocchi (Modena) |

|                                                 |           |  |
| Antonini 16’ Puricelli 50’ Carapellese 74’, 76’ | Marcatori |  |

| Arbitro: | Gamba (Napoli) |

|  |           |                                            |
|  | Marcatori | 2’ Carapellese 56’ Annovazzi 88’ Puricelli |

| Arbitro: | Savio (Torino) |

|  |           |                 |
|  | Marcatori | 55’, 59’ Cavone |

| Arbitro: | Bernardi (Bologna) |

|               |           |                       |
| Puricelli 80’ | Marcatori | 48’ Gabetto 86’ Menti |

| Napoli 2 febbraio 1947 19ª giornata | Napoli           | 0 – 0 | Milan | Stadio della Liberazione (20 000 spett.)\| Arbitro: \| Silvano (Torino) \| |
| Arbitro:                            | Silvano (Torino) |       |       |                                                                            |

#### Girone di ritorno
| Arbitro: | Dattilo (Roma) |

|                          |           |                                            |
| Rebuzzi 28’ Sperotto 63’ | Marcatori | 38’ Puricelli 75’ Carapellese 82’ Tosolini |

| Arbitro: | Pizziolo (Firenze) |

|           |           |                            |
| Milli 81’ | Marcatori | 15’ Antonini 67’ Annovazzi |

| Arbitro: | Gemini (Roma) |

|                    |           |                             |
| Sentimenti III 82’ | Marcatori | 44’ Annovazzi 51’ Puricelli |

| Arbitro: | Zelocchi (Modena) |

|               |           |  |
| Puricelli 27’ | Marcatori |  |

| Arbitro: | Bellè (Venezia) |

|                       |           |                            |
| Campatelli 50’ (rig.) | Marcatori | 11’ Tosolini 30’ Puricelli |

| Arbitro: | Guarda (Venezia) |

|                 |           |             |
| Gimona 14’, 63’ | Marcatori | 15’ Rebuzzi |

| Milano 30 marzo 1947 26ª giornata | Milan         | 0 – 0 | Atalanta | Stadio San Siro (25 000 spett.)\| Arbitro: \| Gemini (Roma) \| |
| Arbitro:                          | Gemini (Roma) |       |          |                                                                |

| Arbitro: | Zambotto (Padova) |

|         |           |                 |
| Losi 1’ | Marcatori | 89’ Clocchiatti |

| Arbitro: | Gamba (Napoli) |

|                     |           |                               |
| Raccis 9’ Piana 57’ | Marcatori | 72’ Puricelli 90’ Carapellese |

| Arbitro: | Dattilo (Roma) |

|               |           |             |
| Puricelli 40’ | Marcatori | 20’ Cassani |

| Arbitro: | Dellarole (Vercelli) |

|             |           |                 |
| Pernigo 11’ | Marcatori | 60’ Carapellese |

| Arbitro: | Pizziolo (Firenze) |

|  |           |                              |
|  | Marcatori | 36’ Carapellese 76’ Antonini |

| Milano 25 maggio 1947 32ª giornata | Milan                | 0 – 0 | Lazio | Stadio San Siro (15 000 spett.)\| Arbitro: \| Stampacchia (Napoli) \| |
| Arbitro:                           | Stampacchia (Napoli) |       |       |                                                                       |

| Arbitro: | Pizzato (Mestre) |

|                                      |           |                     |
| Puricelli 49’, 72’, 73’ Tosolini 63’ | Marcatori | 7’ Taiti 52’ Arcari |

| Arbitro: | Gemini (Roma) |

|                                 |           |              |
| Sotgiu 13’, 14’, 62’ Lushta 57’ | Marcatori | 18’ Antonini |

| Arbitro: | Zambotto (Padova) |

|                                   |           |                                   |
| Avanzolini 20’ (aut.) Bollano 31’ | Marcatori | 62’ Carapellese 69’ (aut.) Toppan |

| Arbitro: | Bellè (Venezia) |

|  |           |                                    |
|  | Marcatori | 27’, 60’ Carapellese 43’ Puricelli |

| Arbitro: | Pizziolo (Firenze) |

|                                                              |           |                                     |
| Gabetto 11’, 82’, 90’ Mazzola 23’ Castigliano 76’ Ossola 80’ | Marcatori | 28’ Carapellese 48’ (rig.) Tosolini |

| Arbitro: | Bellè (Venezia) |

|                                                    |           |                        |
| Antonini 23’ Carapellese 66’, 73’ Berra 85’ (aut.) | Marcatori | 9’ Busani 25’ Barbieri |

## Statistiche

### Statistiche di squadra
| Competizione | Punti | In casa | In casa | In casa | In casa | In casa | In casa | In trasferta | In trasferta | In trasferta | In trasferta | In trasferta | In trasferta | Totale | Totale | Totale | Totale | Totale | Totale | DR  |
| Competizione | Punti | G       | V       | N       | P       | Gf      | Gs      | G            | V            | N            | P            | Gf           | Gs           | G      | V      | N      | P      | Gf     | Gs     | DR  |
| ------------ | ----- | ------- | ------- | ------- | ------- | ------- | ------- | ------------ | ------------ | ------------ | ------------ | ------------ | ------------ | ------ | ------ | ------ | ------ | ------ | ------ | --- |
| Serie A      | 50    | 19      | 10      | 6       | 3       | 42      | 25      | 19           | 9            | 6            | 4            | 33           | 27           | 38     | 19     | 12     | 7      | 75     | 52     | +23 |

### Statistiche dei giocatori
| Giocatore       | Serie A  | Serie A |
| Giocatore       | Presenze | Reti    |
| --------------- | -------- | ------- |
| C. Annovazzi    | 36       | 8       |
| G. Antonini     | 29       | 6       |
| C. Battaia      | 13       | 0       |
| A. Bonomi       | 37       | 0       |
| G. Busani       | 10       | -9      |
| R. Carapellese  | 36       | 20      |
| F. Cerri        | 26       | 0       |
| G. Clocchiatti  | 32       | 1       |
| M. Foglia       | 27       | 0       |
| A. Gimona       | 21       | 5       |
| G. Granata      | 0        | 0       |
| H. Puricelli    | 34       | 21      |
| G. Rossetti     | 22       | -35     |
| A. Santagostino | 2        | 0       |
| O. Tognon       | 38       | 1       |
| G. Toppan       | 13       | 0       |
| M. Tosolini     | 36       | 9       |
| D. Zotti        | 6        | -8      |